# Matisse voyageur, en quête de lumière
Pour plus de détails, voir Fiche technique et Distribution.
Matisse voyageur, en quête de lumière est un film documentaire sur les voyages du peintre Henri Matisse, réalisé par Raphaël Millet et sorti en 2020.

## Synopsis
L'un des « chefs de file du fauvisme », Henri Matisse traversa le monde «en quête permanente de lumière comme de nouveaux horizons». En 1930, alors âgé de 60 ans, il ressent une dernière fois l’appel du large, l’appel de l’ailleurs. Il embarque pour le plus long voyage possible, auquel il rêve depuis longtemps : le voyage aux antipodes, pour voir la Polynésie, aboutissement d’une longue quête qui lui a fait rechercher l’expérience de la lumière en différentes parties du monde. 
De fait, lui, l’homme du Nord avide de luminosités et de couleurs vives, n’a eu de cesse d’effectuer tout au long de sa vie de nombreux voyages toujours plus au Sud (la Bretagne, la Corse, Collioure, Nice et son arrière-pays, mais aussi l’Algérie, le Maroc, l’Espagne), qui ont ponctué sa carrière de peintre, l’amenant sans cesse à se renouveler, jusqu'à apprendre le pointillisme aux côtés de Paul Signac à Saint Tropez.
En route pour la Polynésie, Matisse passe par New York, qui lui offre une surprise inattendue : celle de la modernité urbaine et de sa lumière cristalline. Quant à la Polynésie, le choc de l’altérité est tel que Matisse va se retrouver démuni, incapable de peindre. Il se contente de crayonner ses impressions, les gardant pour plus tard, s’abandonnant la plupart du temps à une contemplation au cours de laquelle il se laisse imprégner par la lumière, les couleurs, les formes. 
La Polynésie va avoir une influence considérable sur les 25 dernières années de sa vie artistique, et le mènera jusqu’au seuil de l’art contemporain. Il y rencontre d'ailleurs d'autres artistes, tels que les cinéastes Flaherty et Murnau, qui tournent Tabou. Mais cette quête artistique de toute une vie fût aussi et surtout une quête de lui-même, l’amenant à poursuivre avec passion son grand voyage intérieur au cœur de sa propre spiritualité.

## Production et diffusion
Plusieurs images utilisées dans ce film, notamment celles « tournées à Tahiti, en Corse, à Collioure, et sur des paquebots de croisière des années 30 aux années 60 » proviennent de la collection de Cinémémoire, à Marseille.
Le film est une coproduction CC&C, Man’s Films Productions, Nocturnes Productions, Arte France, RTBF, Centre Pompidou, avec la participation de RTS, et le soutien de la Région PACA, le CNC, la Procirep et l’Angoa  et du Tax Shelter du gouvernement fédéral de Belgique et la société Advestate.
La sortie du film étant initialement prévue pour coïncider avec l'exposition Matisse - Comme un roman, au Centre Pompidou, elle se fera finalement seule, sur Arte, le 31 mai 2020. Ceci fit suite au changement de date de l'exposition, reportée à l'automne 2020 pour cause de crise sanitaire.

## Fiche technique
- Titre français : Matisse voyageur, en quête de lumière
- Titre anglais : The Voyages of Matisse, Chasing Light
- Réalisation : Raphaël Millet
- Scénario : Raphaël Millet
- Musique originale : Philippe Miller
- Montage : Bertrand Amiot
- Production : CC&C, Man’s Films Productions, Nocturnes Productions, ARTE France, RTBF et le Centre Pompidou
- Producteurs : Anne-Séverine des Longchamps, Marion Hänsel et Olivier Bohler
- Société de distribution : Mediawan[10]
- Pays d'origine :  France
- Langue : français
- Genre : documentaire
- Durée : 52 minutes
- Date de sortie : 31 mai 2020

## Distribution
- Olivier Gourmet : voix de Matisse (fr)
- Stéphanie Fatout : narration (fr)
- Richard Wells : voix de Matisse (en)
- Cathy Smith : narration (en)